# SexyBack
SexyBack is een single van de Amerikaanse zanger Justin Timberlake. Het is zijn eerste single van zijn tweede album FutureSex/LoveSounds en is uitgebracht op 7 juli 2006 (2 maanden voor het album was uitgebracht). Het betekende een comeback voor Timberlake na enkele jaren in de luwte te hebben gewerkt (op het gebied van muziek) en de eerste single in 3 jaar, met uitzondering van Snoop Dogg’s Signs waar Timberlake aan mee werkte. SexyBack verkocht in zijn eerste week meteen 250.000 singles op het internet. Ook bleef het 7 weken op nummer 1 staan in de Billboard hitlijst.
SexyBack bevat een sample van de stem van Timbaland, die tevens producer is van deze single. De track is geschreven door Timberlake en Nate Hills.

## Video
Een klein gedeelte van de videoclip werd op 21 juni 2006 openbaar gemaakt op het internet. De volledige versie is uitgebracht op 6 juli. De videoclip is opgenomen in een gebouw in Barcelona. Dit in tegenstelling tot de intro van de video waar een Duitse stem op de televisie te horen is. De vrouw die samen met Timberlake in de clip te zien is, heet Elena Anaya, een Spaanse actrice.

## Versies
- Origineel – 4:02
- Clean – 4:02
- Instrumentaal – 4:02
- Extended Mix (met Cory Gunz) – 4:09
- Mixshow Edit (met Cory Gunz) – 2:55
- Vission's Back – 6:05
- Vission's Back (Edit) - 3:54
- Linus Loves Remix - 6:18
- Pokerface Remix - 6:34
- Tom Novy Ibiza Dub - 7:47
- Dean Coleman Silent Sound Beat Down - 6:23
- Sneak Beats Dub - 5:23
- Armand's Mix - 7:12
- Armand's Dub - 6:15
- DJ Sneak's Sexy Main Mix - 6:59
- DJ Corey Harrisons Mix - 5:34

| SexyBack in de Nederlandse Top 40 - binnen: week 35 | SexyBack in de Nederlandse Top 40 - binnen: week 35 | SexyBack in de Nederlandse Top 40 - binnen: week 35 | SexyBack in de Nederlandse Top 40 - binnen: week 35 | SexyBack in de Nederlandse Top 40 - binnen: week 35 | SexyBack in de Nederlandse Top 40 - binnen: week 35 | SexyBack in de Nederlandse Top 40 - binnen: week 35 | SexyBack in de Nederlandse Top 40 - binnen: week 35 | SexyBack in de Nederlandse Top 40 - binnen: week 35 | SexyBack in de Nederlandse Top 40 - binnen: week 35 | SexyBack in de Nederlandse Top 40 - binnen: week 35 | SexyBack in de Nederlandse Top 40 - binnen: week 35 | SexyBack in de Nederlandse Top 40 - binnen: week 35 | SexyBack in de Nederlandse Top 40 - binnen: week 35 |
| Week                                                | 1                                                   | 2                                                   | 3                                                   | 4                                                   | 5                                                   | 6                                                   | 7                                                   | 8                                                   | 9                                                   | 10                                                  | 11                                                  | 12                                                  | 13                                                  |
| --------------------------------------------------- | --------------------------------------------------- | --------------------------------------------------- | --------------------------------------------------- | --------------------------------------------------- | --------------------------------------------------- | --------------------------------------------------- | --------------------------------------------------- | --------------------------------------------------- | --------------------------------------------------- | --------------------------------------------------- | --------------------------------------------------- | --------------------------------------------------- | --------------------------------------------------- |
| Nummer                                              | 36                                                  | 20                                                  | 5                                                   | 5                                                   | 5                                                   | 6                                                   | 9                                                   | 11                                                  | 18                                                  | 19                                                  | 29                                                  | 33                                                  | Uit                                                 |